# Cerkiew św. Michała Archanioła w Łosińcu
Cerkiew św. Michała Archanioła w Łosińcu – dawna cerkiew greckokatolicka, wzniesiona w 1797 w Łosińcu.
W latach 1875–1919 prawosławna, a w 1919 zamieniona na rzymskokatolicki kościół parafialny pw. Opieki św. Józefa i św. Michała Archanioła  parafii w Łosińcu.
Obiekt wpisano na listę zabytków w 1984.

## Literatura
- Artur Pawłowski, Roztocze, Oficyna Wydawnicza "Rewasz", Pruszków 2009, s.177, ISBN 978-83-89188-87-8